# Brixton (London Underground)

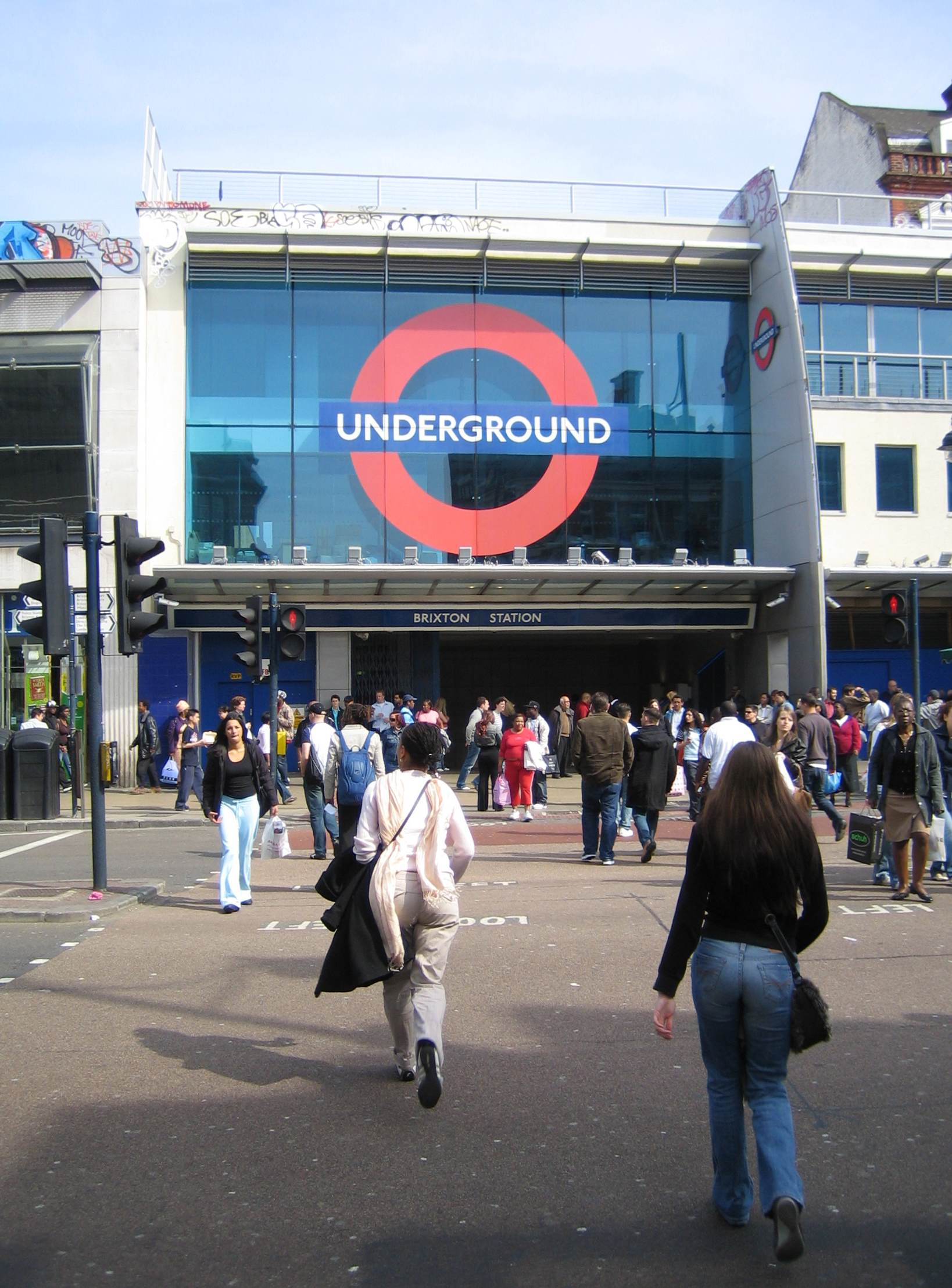
Station Brixton

Brixton ist eine unterirdische Station der London Underground im Stadtbezirk London Borough of Lambeth. Die südliche Endstation der Victoria Line liegt in der Travelcard-Tarifzone 2 an der Brixton High Street. Im Jahr 2013 nutzten 27,22 Millionen Fahrgäste die Station. Der gleichnamige Bahnhof liegt rund 100 Meter nördlich am Viadukt der Chatham Main Line.
Die Station wurde am 23. Juni 1971 eröffnet, zusammen mit dem südlichsten Abschnitt bis Victoria. Von der Schalterhalle führen drei Rolltreppen zu den Bahnsteigen. Die Gleise enden stumpf, es gibt keine Wendeanlage. Sowohl ankommende als auch abfahrende Züge können beide Gleise befahren. Unmittelbar nördlich der Station befindet sich ein Gleiswechsel. Die zahlreichen Zugkreuzungen senken die maximal mögliche Kapazität der Linie. Aus diesem Grund ist eine eingleisige Wendeschleife geplant, die bis zum 1,2 Kilometer weiter südöstlich gelegenen Bahnhof Herne Hill reichen soll.